# Partia Ludowa (Hiszpania)
Partia Ludowa (hiszp. Partido Popular, PP) – prawicowo-konserwatywna partia polityczna w Hiszpanii.

## Sojusz Ludowy
PP wywodzi się z Alianza Popular (Sojusz Ludowy), federacji niewielkich partii prawicowych, założonych głównie przez byłych ministrów frankistowskich, która istniała od 1976 r. Schyłek AP to pierwsza połowa lat 80., kiedy w kolejnych wyborach zwyciężyła socjaldemokratyczna PSOE.
AP była prawicową, konserwatywną partią, której przywódcą był Manuel Fraga. Działacz ten, były frankistowski minister jeszcze w czasach dyktatury opowiadał się za stopniowym dążeniem do demokratyzacji życia politycznego kraju. Pomimo tego, że Fraga starał się aby partia zyskała reformistyczny charakter, jego ugrupowanie było postrzegane przez elektorat jako reakcyjne i autorytarne. W czasie wyborów w lipcu 1977 roku AP uzyskała tylko 8,3 proc. głosów.
Krótko po wyborach wewnątrz partii doszło do konfliktów dotyczących stosunku do kształtu proponowanej nowej konstytucji. Część skrajnie prawicowych członków AP było jej zupełnie przeciwnych, opowiadając się za obraniem ostrego kursu. Jednakże Fraga był zwolennikiem przesunięcia pozycji partii w kierunku centrum, pragnąc utworzyć większe, centroprawicowe ugrupowanie. Skrajnie prawicowi członkowie AP opuścili partię, a Fraga wraz z pozostałymi połączył AP z innymi, mniejszymi konserwatywnymi ugrupowaniami, tworząc Koalicję Demokratyczną (Coalicion Democratica, CD). Mieli oni nadzieję, iż CD przejmie głosy tych, którzy oddali je na Unię Demokratycznego Centrum (UCD) w 1977 roku, a którzy zawiedli się na rządzie Adolfo Suáreza. Jednak podczas wyborów w marcu 1979 roku, CD uzyskało tylko 6,1 proc. głosów. Głęboko zawiedziony, Fraga zrezygnował z przywództwa w partii.
Jednak w czasie III Kongresu AP w grudniu 1979 roku, wielu liderów partii ubolewało nad zaangażowaniem ugrupowania w CD. Wielu czuło iż stworzenie tej koalicji zdezorientowało wyborców i postanowili, iż należy wzmocnić odrębność ideową AP. Fraga powrócił na pozycję lidera, a dokument przyjęty przez Kongres potwierdził konserwatywną orientację AP.
We wczesnych latach 80. XX wieku Fraga zjednoczył wiele ugrupowań prawicowych pod swoim przywództwem. Pomagała mu w tym stopniowa dezintegracja UCD. Podczas wyborów w październiku 1982 roku, AP zyskał głosy zarówno byłych zwolenników UCD, jak i skrajnych prawicowców, otrzymując 25,4 proc. głosów i stając się największą partią opozycyjną. Partia weszła w sojusz z mniejszą chadecką Demokratyczną Partią Ludową (PDP) i w 1982 roku dysponowała 106 miejscami w parlamencie. Wzrost poparcia dla AP przełożył się na wyniki wyborów municypalnych i regionalnych z maja 1983 roku, kiedy to partia otrzymała 26 proc. głosów. Wydawało się, iż elektorat dał się przyciągnąć hasłami stawiającymi na prawo i porządek, jak również postulaty probiznesowe.
Przed kolejnymi wyborami AP postanowił poszerzyć swą bazę wyborczą, wchodząc w sojusz ponownie z PDP oraz z Partią Liberalną (PL) i tworząc CP. Powstała koalicja stawiała na hasła walki z terroryzmem, prywatyzacji, redukcji wydatków i obniżenia podatków. CP nie udało się powiększyć ilości posiadanych mandatów w wyborach 1986 roku i wkrótce zaczęła się dezintegrować.
Gdy wybory regionalne 1986 roku potwierdziły nieefektywność koalicji, Fraga zrezygnował z przywództwa w AP, pozostając jednak wciąż deputowanym tej partii. Na Kongresie partii w lutym 1987 jego miejsce zajął Hernandez, który zadeklarował iż pod jego przywództwem AP stanie się „umiarkowaną, prawicową partią europejską”. Ale brakowało mu doświadczenia politycznego na szczeblu ogólnokrajowym, a kryzys partyjny nasilał się. Gdy poparcie dla AP jeszcze zmniejszyło się podczas wyborów regionalnych w lipcu 1987 roku, stało się jasne, iż miano największej partii opozycyjnej przejęte zostało przez Centrum Demokratyczne i Społeczne (CDS) Suareza.

## Po 1989 roku
Wreszcie w roku 1989 nadzwyczajny kongres przekształcił Sojusz w samodzielną Partię Ludową, która położyła większy nacisk na elementy neoliberalne Alianza Popular, zaś zredukowała elementy konserwatywne. W skład PP weszły także PDP i PL.
Pierwszym przewodniczącym partii został ponownie Manuel Fraga. Krótko później przewodnictwo objął José María Aznar, podówczas prezydent autonomicznego regionu Kastylia i León. Jego kandydaturę zarekomendował sam Fraga, a sam zadowolił się honorowym przewodnictwem w partii. W 1996 r. po serii skandali korupcyjnych oraz tzw. aferze GAL, rządząca niepodzielnie od kilkunastu lat PSOE przegrała wybory i PP objęła rządy w państwie, zaś Aznar został premierem Hiszpanii. PP opuściła Międzynarodówkę Konserwatywną i przeniosła się do Międzynarodówki Chrześcijańskich Demokratów (EPP). W kierownictwie partii zauważalne były wpływy Opus Dei, którego znaczenie zmalało po upadku frankizmu – supernumerariuszami tej organizacji było dwoje ministrów w rządzie Aznara i ówczesny prokurator generalny.
W 2000 PP niepodzielnie wygrała wybory parlamentarne, dzięki czemu mogła odciąć się od nacjonalistycznych formacji katalońskich i baskijskich, które dotąd wspierały istnienie rządu prawicowego. Zamachy bombowe w Madrycie i protesty przeciw udziałowi Hiszpanii w interwencji w Iraku spowodowały jednak, że po czteroletnich rządach partia przegrała wybory parlamentarne w 2004 r. (choć utrzymała przewagę w Senacie), a władzę w państwie objęła PSOE. 
Jeszcze przed wyborami z przywództwa w partii zrezygnował Jose María Aznar, zapowiadając, że po ukończeniu kadencji wycofa się z polityki. Władzę w Partido Popular objął Mariano Rajoy, zaś Aznarowi przyznano tytuł honorowego przewodniczącego.
W przedterminowych wyborach w 2011 Partia Ludowa zdobyła większość absolutną w Kongresie Deputowanych i uzyskała najlepszy wynik w swej historii (186 mandatów). Mariano Rajoy sformułował rząd zaprzysiężony przez króla Jana Karola I 21 grudnia 2011.
1 czerwca 2018 r. w głosowaniu o konstruktywne wotum nieufności stosunkiem 180 do 169 głosów Mariano Rajoy został odwołany z funkcji premiera. Powodem dymisji był skandal korupcyjny związany z Partią Ludową, w wyniku którego 27 czołowych działaczy tego ugrupowania zostało skazanych za łapówkarstwo i nielegalne finansowanie partii. Nowym premierem został lider socjalistów Pedro Sánchez.

## Poparcie
| Wybory   | Poparcie | Zmiana punktów procentowych | Mandaty (Kongres Deputowanych) | Zmiana | Mandaty (Senat) | Zmiana |
| -------- | -------- | --------------------------- | ------------------------------ | ------ | --------------- | ------ |
| 1989     | 25,83%   | -                           | 107                            | -      | 89              | -      |
| 1993     | 34,82%   | 8,99                        | 141                            | 34     | 102             | 13     |
| 1996     | 38,74%   | 3,92                        | 156                            | 15     | 133             | 20     |
| 2000     | 45,24%   | 6,5                         | 183                            | 27     | 150             | 17     |
| 2004     | 38,25%   | 6,99                        | 148                            | 35     | 126             | 24     |
| 2008     | 40,57%   | 2,32                        | 154                            | 6      | 101             | 25     |
| 2011     | 44,62%   | 4,05                        | 186                            | 32     | 136             | 35     |
| 2015     | 28,71%   | 15,91                       | 123                            | 63     | 124             | 12     |
| 2016     | 33,03%   | 4,32                        | 137                            | 14     | 130             | 6      |
| IV 2019  | 16,69%   | 16,32                       | 66                             | 71     | 54              | 76     |
| XI 2019  | 20,82%   | 4,13                        | 89                             | 23     | 83              | 28     |
| VII 2023 | 33,06%   | 12,24                       | 137                            | 48     | 120             | 37     |

Bastionem hiszpańskiego konserwatyzmu uznawana jest Galicja, gdzie w wyborach w 2023 roku Partia Ludowa zapewniła sobie piątą z rzędu większość absolutną, zdobywając 40 mandatów w 75-osobowym zgromadzeniu regionalnym. Passa zwycięstw PP w tym regionie trwa od 2009 roku.